# District de Saint-Maixent
Le district de Saint-Maixent est une ancienne division territoriale française du département des Deux-Sèvres de 1790 à 1795.
Il était composé des cantons de Saint Maixent, Champdeniers, Chenay, Cherveux, Menigoute, la Mothe sur Sevre, Mougon, Sainte Neomaye et Verruyes.